# 1819 год в театре
1819 год в театре

## События

### Постановки
- 2 февраля — в Турине, на сцене Королевского театра, состоялась премьера оперы Джакомо Мейербера «Семирамида[англ.]». Несмотря на успех у публики, было дано всего три представления.
- 5 мая — в Санкт-Петербурге, на сцене Большого театра, в бенефис Огюста Пуаро, состоялась премьера балета «Рауль де Креки, или Возвращение из крестовых походов». Постановка Шарля Дидло на музыку Катерино Кавоса, Николая Сушкова и Тимофея Жучковского, дирижировал Кавос. Художники Иван Дранше, Алексей Кондратьев, Антонио Каноппи (декорации), К. Бабини (костюмы), машины — Бюрсс, постановка сценических сражений — Козьма Гомбуров. Исполнители главных партий: граф Рауль де Креки — Огюст, Аделаида — Евгения Колосова, Бодуин — Иван Шемаев, Маргарита — Анастасия Лихутина, Генрих (Симон?) — Николай Гольц, придворный рыцарь — Яков Люстих, придворная дама — Мария Иконина. Балет выдержал более 100 представлений и считается одним из лучших в творчестве Дидло.
- 24 октября — в Неаполе, на сцене театра «Сан-Карло» состоялась премьера оперы Джоакино Россини «Дева озера». Либретто Андреа Тоттолы[англ.] по одноимённой поэме Вальтера Скотта. Главные партии исполнили: Элен, дева озера — Изабелла Кольбран, Уберто, король Шотландии — Джованни Давиде, Родриго, предводитель горцев — Андреа Нодзари.
- 6 декабря — в Париже, на сцене театра «Водевиль[фр.]», состоялась премьера пьесы Эжена Скриба «Сомнамбула[фр.]». Позднее на основе пьесы драматург создал либретто для балета Жан-Пьера Омера «Сомнамбула, или Прибытие нового сеньора» (композитор Фердинан Герольд, 1827).

## Деятели театра
- Анастасия Лихутина принята в петербургскую балетную труппу.
- Иван Котляревский написал пьесы «Наталка Полтавка» (сценическая премьера состоялась в Харькове в 1821 году) и «Солдат-чародей» (впервые поставлена в Полтавском вольном театре).
- Иожеф Катона написал пьесу «Бан Банк[венг.]». Созданная для конкурса, она осталась совершенно незамеченной. В 1861 году легла в основу либретто венгерской национальной оперы «Бан Банк» (композитор Ференц Эркель).

### Родились
- 29 июня, Висинада близ Пореча — итальянская балерина, первая исполнительница партии Жизели Карлотта Гризи.
- 30 июня, Копенгаген — датская балерина и педагог Люсиль Гран.